# 船橋市立八栄小学校
船橋市立八栄小学校（ふなばししりつ やさかえしょうがっこう）は、千葉県船橋市夏見五丁目に所在する市立小学校。

## 概要
学制発布の翌年1873年に開校した。

## 沿革
- 1873年6月 - 薬王寺（ 現在の 夏見5丁目24番地6号 ）と呼ばれる寺院に於いて「寺子屋」として2教室にて授業を開始する。
- 1891年11月1日 - 千葉県 東葛飾郡 五日市 夏見村 村立夏見尋常小学校として創立する。この日が学校創立日となる。
- 1893年12月24日 - 町村改正が実施される。これにより、東・西夏見、七熊、米ケ崎、高根、金杉、二和、三咲の八ケ村 を合餅して「八栄村」となる。
- 1893年 - 夏見尋常小学校 は廃校となり、千葉県東葛飾郡八栄第1尋常小学校 と改称する。
- 1907年3月30日 - 法令改正に伴い、修業年限が6年となる。これにより、高根小の分校となった。
- 1921年12月31日 - 校舎の新築に伴い、薬王寺境内より現在地に移転する。
- 1937年4月1日 - 千葉県船橋市立八栄尋常小学校 と改称する。
- 1941年4月1日 - 勅令により千葉県船橋市立八栄国民学校と改称する。
- 1946年4月 - 新学制により船橋市立八栄小学校と改称する。
- 1946年5月 - 3教室が増築される。また、このときに「PTA」が発足する。
- 1946年9月 - 校章が制定される。
- 1950年9月 - 校歌 並びに 応援歌 が制定される。
- 1951年4月 - 2階に4教室が増築される。すべて合わせると18学級となった。この時点での全校児童数は841名にも上る。このときに 保健体育研究学校 に指定される。
- 1958年3月31日 - 学校衛生統計調査実施に基づき、当時の 文部省 の 文部大臣 より表彰を受ける。
- 1959年4月1日 - すべてを合わせると20学級と増加する。この時点での全校児童数は957名にも上る。
- 1959年4月26日 - 県学校保健会研究学校 に指定される。
- 1960年7月 - 県保健教育実験学校（ 公開研究会 ） が実施される。
- 1961年11月 - 創立70周年記念行事が挙行される。
- 1962年12月 - 県保健教育実験学校（公開研究会）
- 1963年11月 - 千葉県教育委員会・学校保健会準健康優良校として受彰を受ける。
- 1967年10月 - 鉄筋3階建の校舎が新造され完成する。
- 1968年4月 - 夏見台団地の入居が開始される。団地の増加に伴い6学級を増やした結果、すべてを合わせると24学級となった。この時点での全校児童数は961名に上る。
- 1970年5月26日 - プレハブ2階建の鉄筋校舎が増改築される。
- 1971年3月20日 - 鉄筋4階建校舎が増改築される。
- 1971年7月15日 - 25mプールが完成する。
- 1971年10月30日 - 同窓会が結成される。初代会長には 鈴木 光太郎 氏 が就任した。
- 1971年11月1日 - 創立80周年記念式が挙行されたほか、記念作品展示会も同時に開催された。
- 1973年3月31日 - 鉄筋校舎が増築で完成する。
- 1973年4月5日 - 夏見台小学校へ2年生から6年生の合わせて414人が分離する。夏見台小学校は旧校舎を使用し、すべてを合わせると23 学級となった。この時点での全校児童数は899名にも上り、職員は39名を数えた。
- 1975年1月31日 - 体育館が完成する。
- 1977年4月 - 当時の 文部省 が 千葉県の県体育研究指定校に指定する。
- 1977年11月22日 - 千葉県小中学校体育研究協議会（ 授業公開 ) が開催される。
- 1979年10月19日 - 当時の 文部省 体育局長 より感謝状が授与される。
- 1979年11月7日 - 千葉県教育委員会・千葉県学校体育優良学校 から顕彰を受ける。
- 1980年3月31日 - 当時の 文部省 により 体力づくり稚進校（ 公開研究会 ）が実施される。
- 1981年11月1日 - 創立90周年記念式典が挙行される。
- 1987年7月24日 - 船橋市教育委員会から優良校顕彰を受ける。
- 1988年5月1日 - 外装部分の一年次大規模改修が実施される。
- 1989年5月1日 - 普通教室部分の二年次大規模改修が実施される。
- 1991年2月1日 - 特別室 と 廊下の三年次大規模改修が実施される。
- 1992年1月28日 - 体育舘 と 理科室の改修工事が完了する。
- 1992年3月7日 - 創立100周年の記念式典が挙行される。
- 1993年7月 - 特色ある学校づくりの一環として、一鉢栽培用展示棚の作成が行われる。
- 1994年2月28日 - 校庭の排水工事が完了する。
- 1994年4月1日 - 船橋市教育委員会の研究指定校に選出される。( 理科 と 生活科 )
- 1995年3月10日 - 図書室の改修工事が完了する。
- 1995年5月31日 - 飼育者のサークルが完成する。
- 1995年12月19日 - パソコン室が完成する。
- 1996年2月23日- 図工室の改修工事が完了する。低学年向けの図書室が完成し、開館する。
- 1996年10月 - 校門の扉の改修が実施される。生け垣が完成する。
- 1996年11月 - 船橋市教育委員会の指定公開研究会が実施される。 （ 理科 と 生活科 ）
- 1997年1月 - 正門脇の観察池が完成する。
- 1997年3月 - 低学年用の観察活動池が完成する。校内放送の施設が改修される。
- 1998年4月1日 - 船橋市福祉協議会により福祉教育推進指定校に指定される。
- 1998年9月 - 体育館前の庭が整備される。
- 1998年10月31日 - 校舎の耐震工事が完了する。
- 1998年12月 - バリアフリー改良の一環で、西側校舎に手すりが設置される。
- 1999年3月 - プールにろ過器が設置される。
- 1999年4月 - 総合的な学習 ( いわゆる '' 総合 '' 」の授業に於いて、船橋市教育委員会の研究指定校に指定される。
- 2000年1月 - 校内の遊具にジャングルジムが新設される。
- 2000年10月 - インターネット および 市内イントラネット接続が整備される。
- 2001年4月 - 環境教育推進モデル市町村の実践協力を行う。
- 2001年11月2日 - 創立110周年記念式典が挙行される。
- 2002年3月 - 校舎屋上に設置されていた手すりの改修工事が実施される。
- 2002年10月 - パソコンLANの整備工事が完了する。
- 2004年3月 - 地上に面している1階に設置されている9教室に、防犯対策の一環で防犯ベルが設置される。
- 2005年3月 - 防犯対策の一環で、北門に門扉が設置される。
- 2005年6月 - 保健室 と コンピューター室に空調設備が導入される。
- 2005年11月 - 千葉県教育委員会より教育功労表彰を受ける。
- 2006年6月 - 職員室に空調設備が導入される。
- 2007年3月 - 外柵の改修工事が実施される。
- 2007年9月 - 校内に設置されているコンピューターのシステムが更新される。
- 2009年2月 - ハイブリッド発電システムが導入される。これは、観察池横に設置されている時計と防犯照明に使用されている。
- 2010年3月 - 体育館内に設置されていた照明器具を省エネルギータイプのLEDを利用したものに交換する改修工事が実施される。体育館屋上に避雷針が設置される。
- 2011年4月 - 学校表示である「 八栄小学校 」の看板を校舎に設置する。
- 2011年10月 - 創立120周年の記念式典が挙行される。
- 2011年12月 - 空調設備が設置される。
- 2012年10月 - 体育館の耐震工事が実施される。
- 2012年11月 - 雲梯が新設される。
- 2013年3月 - 吹き抜けに設置されていた掲示板が修繕される。
- 2013年7月 - 家庭科室の床面が一部補修される。
- 2013年9月 - 東校舎の壁面塗装工事が実施される。

## 交通・アクセス方法
- 船橋 新京成バス 八栄小学校入口より 徒歩 約5分